# مک‌آفی (نرم‌افزار)
ضد ویروس مکافی توسط شرکت مک‌آفی برای استفاده خانگی و تجاری ساخته شده‌است. این شرکت همچنین نرم‌افزار VirusScan Enterprise را برای شرکت‌های بزرگ عرضه می‌کند.

## آزمایش‌ها
شرکت ویروس بولتن با آزمایش‌های فراوان به این نتیجه رسید که مکافی نمی‌تواند تمام ویروس‌ها و بدافزارها را تشخیص دهد